# Liga libe
LIGA LIBE, z.s. je spolek, založený dne 9. června 2018, který vznikl transformací z původní platformy Petice proti regulaci zbraní a sebeobranných prostředků ze strany EU. Tato petice byla započata již v roce 2014.  
Spolek se zabývá především zastupováním zájmů českých vlastníků legálních zbraní a bezpečností jako takovou. Jde o největší organizaci tohoto typu v ČR, spolek bývá přirovnáván k americké NRA (největší a nejstarší světová asociace bránící legální držitele zbraní).  

## Organizace
Ve vedení spolku jsou čtyři představitelé prezidia:
- Mgr. Pavel Černý, podplukovník ve výslužbě, prezident spolku, bývalý instruktor Policie ČR, autor knih, myslivec;
- Jaroslav Pekařík, viceprezident spolku, zaměstnán u výrobce zbraní, publikuje v časopisu Zbraně a náboje, myslivec;
- Bc. Carla Cizova, MBA, viceprezidentka spolku, manažerka, sportovní střelkyně;
- Ing. Bc. Bohumil Straka, Ph.D., viceprezident spolku, dlouholetý člen Českomoravské myslivecké jednoty, iniciátor zájmové platformy „Hospodáři v krajině“, předseda správní rady Mezinárodní asociace pro sokolnictví a ochranu dravých ptáků.

## Aktivity
Do povědomí veřejnosti se spolek dostal díky častému vystupování jeho prezidenta Pavla Černého v médiích, ale zejména a především pak iniciací a úspěšným prosazením  zakotvení ústavního práva na obranu i se zbraní v ČR, v jako jediné zemi na světě v novodobé historii. Spolek prosadil kladné přijetí této průlomové legislativy jak v PS PČR, tak ve vládě ČR, tak v Senátu PČR. V rámci ústavního zakotvení obrany i se zbraní byly spolkem iniciovány 2 petice (jedny z vůbec největších v historii ČR), které nakonec dosáhly nad 204 000 podpisů včetně všech nejvyšších ústavních představitelů. Úsilí za zmíněnou ústavní změnu v ČR vyvrcholilo dne 21. července 2021, kdy Senát ČR návrh finálně schválil. 
Spolek je dále aktérem evropské protestní nóty proti zákazu olova ve střelivu a rybářských olůvkách, se zatím připojenými 1 800 000 občany (stav k červenci 2021). Název Liga Libe znamená Liga LIdsko-právní BEzpečnostní.
Po nástupu Pavla Blažka (ODS) do funkce ministra spravedlnosti, byla zřízena poradní pracovní skupina ministerstva ke zbraňové legislativě. Liga libe v ní byla zastoupena jako jediná organizace. Liga libe následně v Poslanecké sněmovně v červnu 2022 spolupořádala seminář s názvem „Můj dům, můj hrad“ k novelizaci zbraňové legislativy.
Po střelbě na Filozofické fakultě Univerzity Karlovy v Praze z prosince 2023 se prezident spolku Pavel Černý v různých médiích vyslovil proti zpřísňování zákonných pravidel pořizování a držení zbraní, včetně psychologických testů.